# Severance (Colorado)
Severance es un pueblo ubicado en el condado de Weld en el estado estadounidense de Colorado. En el Censo de 2010 tenía una población de 3.165 habitantes y una densidad poblacional de 195,55 personas por km².

## Geografía
Severance se encuentra ubicado en las coordenadas 40°32′22″N 104°52′12″O / 40.53944, -104.87000. Según la Oficina del Censo de los Estados Unidos, Severance tiene una superficie total de 16.18 km², de la cual 15.93 km² corresponden a tierra firme y (1.55%) 0.25 km² es agua.

## Demografía
Según el censo de 2010, había 3.165 personas residiendo en Severance. La densidad de población era de 195,55 hab./km². De los 3.165 habitantes, Severance estaba compuesto por el 94.44% blancos, el 0.44% eran afroamericanos, el 0.35% eran amerindios, el 0.85% eran asiáticos, el 0% eran isleños del Pacífico, el 1.71% eran de otras razas y el 2.21% pertenecían a dos o más razas. Del total de la población el 7.01% eran hispanos o latinos de cualquier raza.